# Phylloteles hessei
Phylloteles hessei är en tvåvingeart som först beskrevs av Zumpt 1952.  Phylloteles hessei ingår i släktet Phylloteles och familjen köttflugor. Inga underarter finns listade i Catalogue of Life.